# Pteris obtusiloba
Pteris obtusiloba är en kantbräkenväxtart som beskrevs av Ren-Chang Ching och S.H.Wu. Pteris obtusiloba ingår i släktet Pteris och familjen Pteridaceae. Inga underarter finns listade.